# Berfull
Berfull és un llogaret despoblat que forma part del municipi de Rafelguaraf.
La primera referència documental a Berfull apareix un privilegi concedit per Pere IV d'Aragó a Jaume Esplugues a 1348. Va ser lloc de moriscs, pel que s'especula que va poder fundar entre els segles xi i xii. L'expulsió dels moriscos afectà seriosament la seua població, ja que el 1609 tenia vint focs i, després de l'expulsió i repoblació, l'any 1646 en tenia només vuit.
Va pertànyer a L'Ènova fins a 1574, quan va passar a ser un municipi independent, situació administrativa que es va mantenir fins a 1846 en què va ser annexionat a Rafelguaraf. La població en 2000 era de 15 habitants, però en 2012 ja no n'hi havia cap.